# Charlie Aldrich
Charlie „Walkin’ Talkin’“ Aldrich (* 3. Juni 1921 in Bradley, Oklahoma; † 25. Januar 2015) war ein US-amerikanischer Country-Musiker, Gitarrist und Komponist. 

## Leben

### Kindheit und Jugend
Charlie Aldrich stammt aus Agawam in Oklahoma. Während der Weltwirtschaftskrise arbeitete er auf der Farm seiner Mutter, von seinem gesparten Geld kaufte er sich 1932 für 3,98 $ seine erste Gitarre. Das Gitarrenspiel lernte er von seiner Mutter. Ein früher Einfluss war der „Singing Cowboy“ Gene Autry. 1946 wurde er zur Navy einberufen.

### Karriere
Nach der Entlassung aus dem Militär hatte er seinen ersten öffentlichen Auftritt beim Sender CBS, wo er eine eigene Radio-Sendung, Oklahoma Roundup, erhielt. Nach seinem Umzug nach Kalifornien begann er, mit dem populären Swing-Musiker Spade Cooley zu arbeiten. 1951 hatte Aldrich mit dem Song Walkin’ the Guitar String den Durchbruch. In der Folgezeit bekam er eine eigene Fernsehshow, moderierte drei verschiedene Radiosendungen und veröffentlichte immer wieder Platten. Als der aufkommende Rock ’n’ Roll die Country-Musik verdrängte, wurde es auch um Aldrich ruhiger, bis er sich komplett aus dem Musikgeschäft zurückzog.